# Арцвашен
Арцвашен (арм. Արծվաշեն) (Орлиное село) / Башкенд (азерб. Başkənd) — село в Закавказье. Согласно административно-территориальному делению Азербайджана, фактически контролирующего село, расположено в Кедабекском районе Азербайджана, согласно административно-территориальному делению Армении — в Гегаркуникской области Армении.

## История
По одним данным, село основано в 1845 году, по другим — в 1854 году.
Входило в Красносельский район Армянской ССР.
Вследствие занятия села азербайджанскими войсками, 8 августа 1992 года, все жители (армяне) были вынуждены покинуть свои дома и стали беженцами. Некоторые из них расселились в близлежащих селах Армении. В настоящий момент это село населено азербайджанцами.

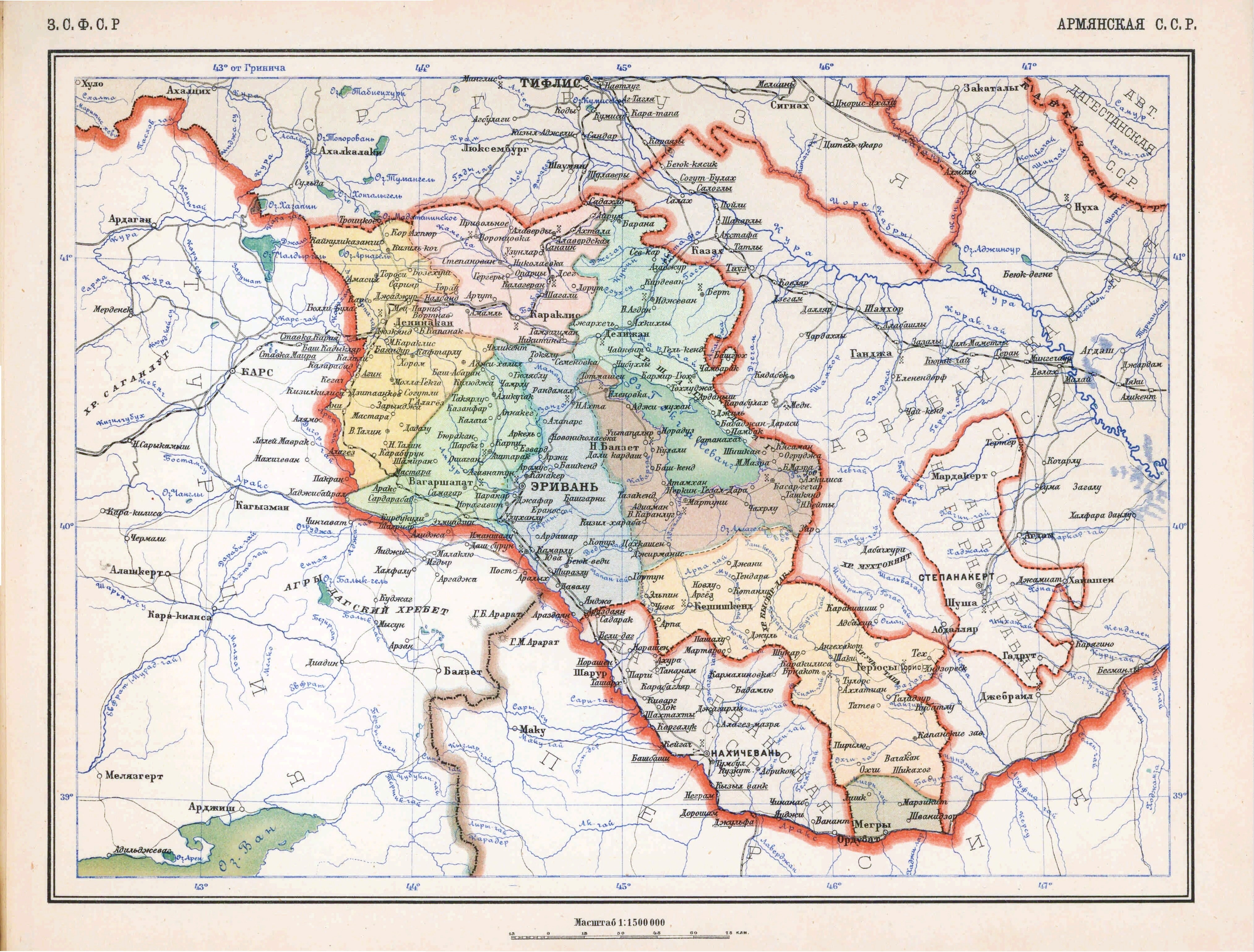
Село Башгюх на карте Армянской ССР 1928 года.
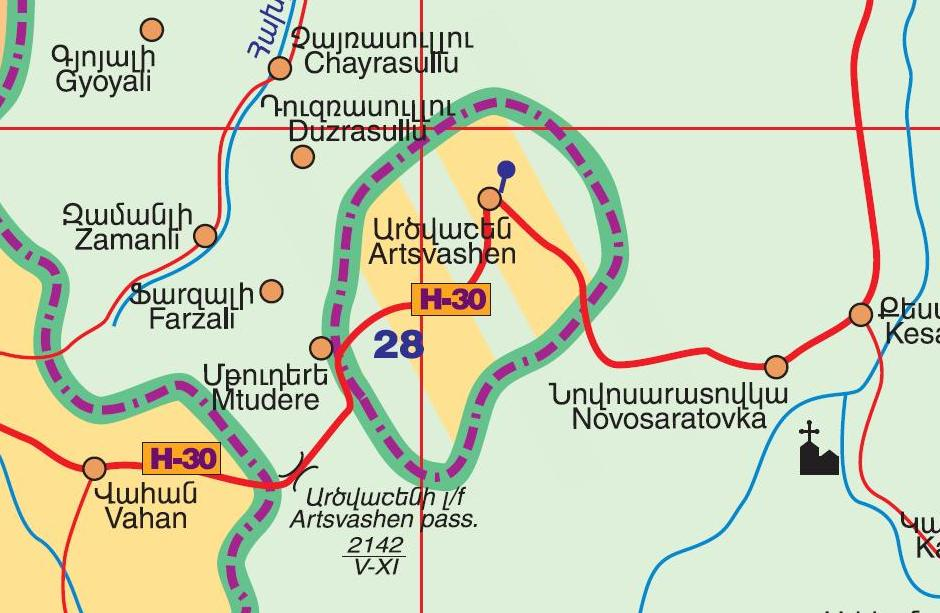

## Население
В 1873 году население села составляло 1015 человек, в 1897 году — 1847, 1926 году — 2909, в 1939 году — 4280, в 1959 году — 4112, в 1970 году — 3368, в 1979 году — 2771 человек.
Согласно Кавказскому календарю, в 1911 году население села составляло 2 687 человек, в основном армян.
После 1992 года село было заселено азербайджанцами. Согласно азербайджанской переписи 2009 года, в селе проживало 127 человек.

## Архитектура
В селе до августа 1992 года находилось две церкви — церковь Святого Иоанна и церковь Святого Минаса, дальнейшая их судьба после перехода села под контроль Азербайджана неизвестна.
На востоке Арцвашена расположено кладбище, которое местные жители до своего ухода называли «Патац тун», что буквально можно перевести как «Построенный дом».

## Известные уроженцы
- Сарибек Согомонович Чилингарян — Герой Советского Союза, участник Великой Отечественной войны.
- Арамаис Саакян — армянский поэт, юморист, публицист и переводчик.

## Галерея

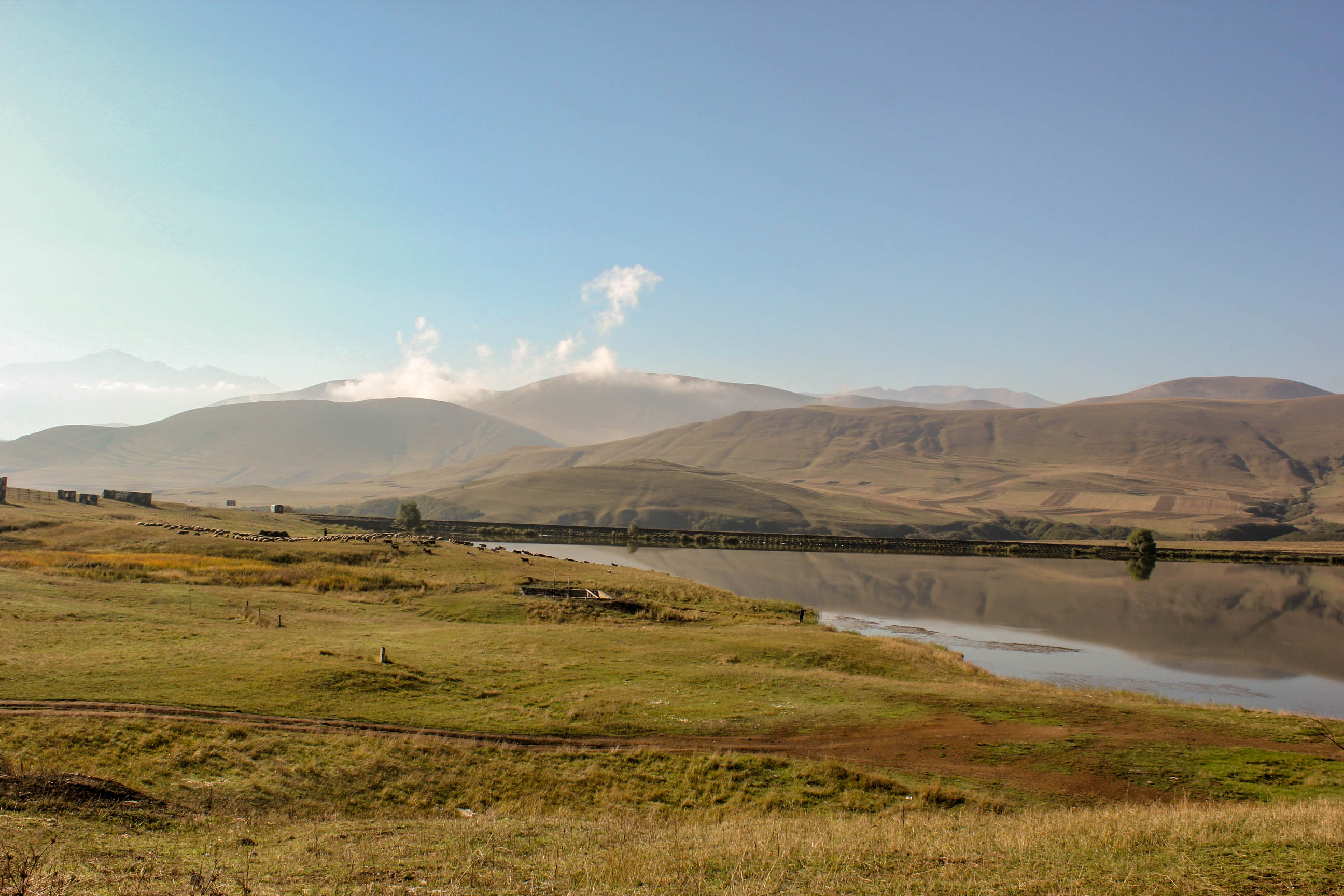
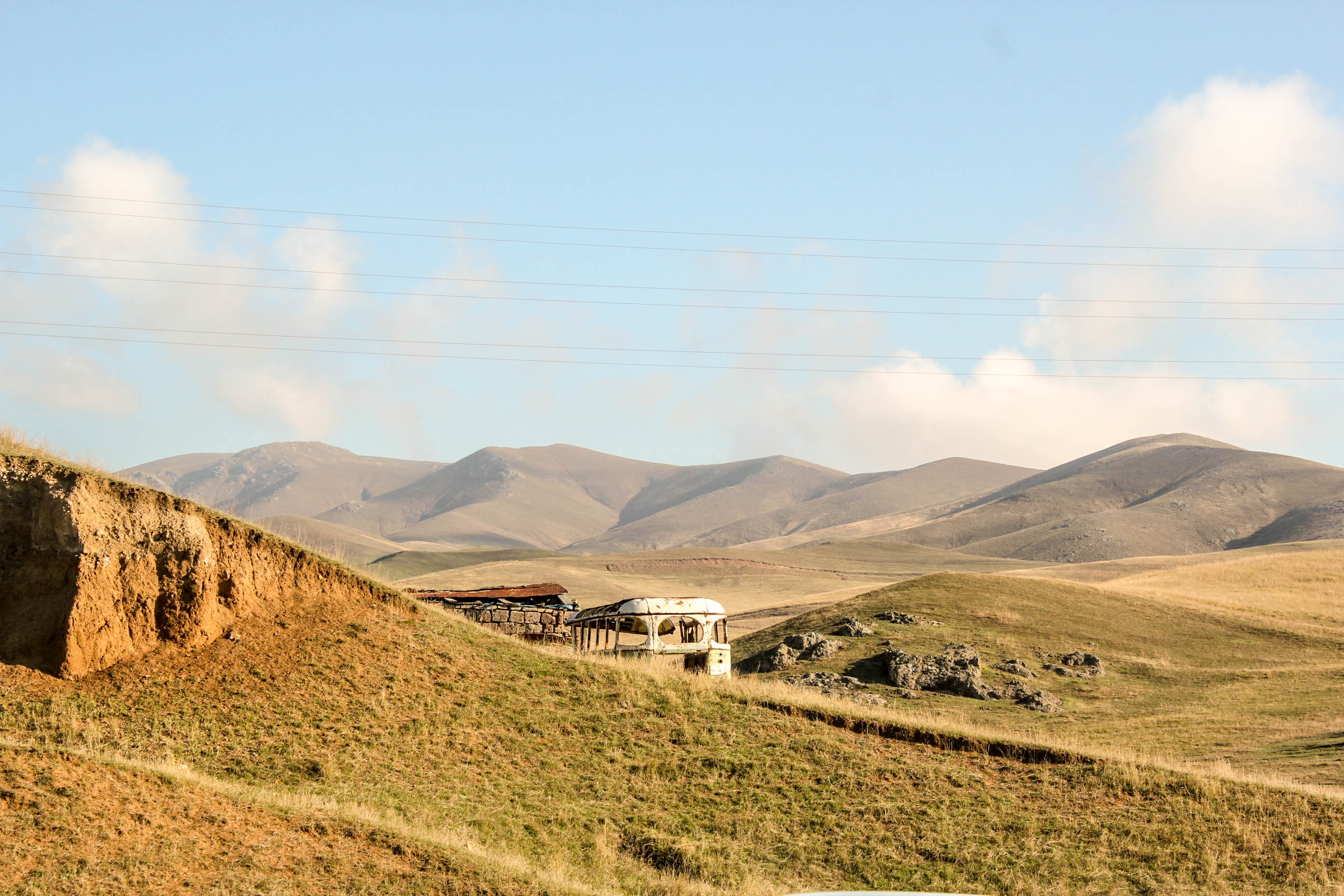
Пейзаж в районе села